# Уаимангу (гейзер)
Уаимангу (англ. Waimangu) — неактивный гейзер находящийся в долине Уаимангу, примерно в 20 км юго-восточнее города Роторуа, в центрально-северной части острова Северный Новой Зеландии. Предполагается что формированию этого гейзера способствовало извержение вулкана Таравера, произошедшее 10 июня 1886 года. Впервые свою активность гейзер Уаимангу проявил в 1900 году . Извержения носили нерегулярный характер с периодом от 5 до 30 часов, во время каждого из них гейзер выбрасывал огромное количество воды (около 800 тонн), а также захваченные струёй камни, которые поднимались ей до высоты 400—460 метров. Всё это делало гейзер Уаимангу самым большим и мощным на Земле.
Каждое извержение представляло собой очень эффектное зрелище, что в скором времени привлекло внимание многих людей со всего мира, в результате чего гейзер, несмотря на опасность нахождения около него, стал довольно популярным туристическим объектом.
Известен по крайней мере один несчастный случай, произошедший 31 августа 1903 года, когда четверо туристов игнорируя предупреждения гида приблизились на опасное расстояние к краю котловины гейзера, в результате чего все четверо погибли от внезапно произошедшего мощного выброса грязевых масс.
Название гейзера в переводе с маори, коренного языка Новой Зеландии, означает «чёрная вода», что связано с характерной окраской грязевых масс, когда-то извергавшихся из его недр.
1 ноября 1904 года гейзер Уаимангу прекратил извержения и бездействует до сих пор. Предполагается что на активность гейзера повлиял произошедший незадолго до этого оползень, изменивший ход местных подземных вод, в результате чего также на 11 метров понизился уровень воды в расположенном неподалёку озере Таравера.